# Provincia di Maguindanao
Maguindanao è una provincia filippina situata nella Regione Autonoma nel Mindanao Musulmano. Il suo capoluogo è Shariff Aguak.

## Storia
Questa provincia nasce nel 1973 quando dalla provincia di Cotabato (quella nata nel 1966 dopo la prima scissione del South Cotabato) vengono formate 3 nuove province: Maguindanao, (North) Cotabato e Sultan Kudarat. Maguindanao diventa così l'unica delle quattro province originate dalla prima Cotabato ad avere una popolazione a maggioranza musulmana e così nel 1989 opta, ad eccezione della città di Cotabato, per unirsi alla Regione Autonoma nel Mindanao Musulmano.
Il 29 ottobre 2006 con un voto espresso con larghissima maggioranza, era stata costituita una nuova provincia, Shariff Kabunsuan, scindendo le 10 municipalità più occidentali del Maguindanao. Il Maguindanao si era così ridotto a 22 municipalità ed era una provincia senza sbocchi sul mare.
Con decisione del 17 luglio 2008, confermata dopo un ricorso della Regione Autonoma nel Mindanao Musulmano nel gennaio 2009, la Corte Suprema delle Filippine ha però annullato la creazione della nuova provincia, ritenendola incostituzionale. Pertanto le 10 municipalità (nel frattempo diventate 11 con la costituzione di North Kabuntalan scorporando parte di Kabuntalan) sono tornate a far parte della provincia di Maguindanao.

## Geografia fisica
La provincia di Maguindanao si trova nella parte occidentale dell'isola di Mindanao e confina con quella di Lanao del Sur a nord, Cotabato ad est, Shariff Kabunsuan ad ovest, e Sultan Kudarat a sud.

## Geografia antropica

### Suddivisioni amministrative
La provincia di Maguindanao comprende 1 città indipendente e comprende 33 municipalità:

#### Città indipendenti
- Cotabato

#### Municipalità
- Ampatuan
- Buluan
- Datu Abdullah Sangki
- Datu Anggal Midtimbang
- Datu Hoffer Ampatuan
- Datu Montawal
- Datu Paglas
- Datu Piang
- Datu Salibo
- Datu Saudi-Ampatuan
- Datu Unsay
- General S. K. Pendatun
- Guindulungan

- Mamasapano
- Mangudadatu
- Pagalungan
- Paglat
- Pandag
- Rajah Buayan
- Shariff Aguak
- Shariff Saydona Mustapha
- South Upi
- Sultan sa Barongis
- Talayan
- Talitay

#### Municipalità già di Shariff Kabunsuan
- Barira
- Buldon
- Datu Blah T. Sinsuat
- Datu Odin Sinsuat
- Kabuntalan
- Matanog
- Northern Kabuntalan
- Parang
- Sultan Kudarat
- Sultan Mastura
- Upi